# 220 (singel)
220 (ros. Dwiesti dwadcat´) – drugi singel zespołu t.A.T.u. promujący album Wiesiołyje ułybki. Jego radiowa premiera miała miejsce 25 kwietnia na antenie rozgłośni Russkoje Radio.
Piosenka zostanie umieszczona na płycie singlowej Biełyj płaszczik wydanej w maju.

## Wideoklip
Wideo do 220 zostało nagrane na początku marca w Los Angeles. Teledysk – zgodnie z zapowiedziami – jest kolorowy, co stanowi przeciwwagę do depresyjnego obrazu piosenki Biełyj płaszczik. Premiera klipu nastąpiła 5 czerwca w oficjalnym profilu YouTube t.A.T.u.
W czerwcu oficjalna strona tatu.ru poinformowała, że klip będzie miał premierę w Polsce (VIVA Polska oraz MTV Polska), Bułgarii (MAD TV), Grecji (MAD TV) i na Ukrainie (MTV Ukraine) oraz w kilku rosyjskich stacjach telewizyjnych. Główne stacje muzyczne w kraju – MTV Russia i MUZ-TV – z którymi t.A.T.u. do tej pory współpracowały odmówiły emisji teledysku bez podania konkretnej przyczyny. Powtórzyła się sytuacja, która miała miejsce przy promocji poprzedniego singla grupy, który także miał problemy w rosyjskich mediach. Po czasie MTV Russia rozpoczęło jednak emisję 220.
Wideoklip zaczyna się pokazaniem muzyków grających m.in. na perkusji, insrumentach klawiszowych. Następnie widać Julię i Lenę, które rozpoczynają tańczyć i śpiewać piosenkę. Dziewczyny ubrane są w stylu kabaretowym. Cała akcja odbywa się w hali, w której grupa wykonuje utwór.

## Remiksy utworu
- „220” (Extended Invasion Remix) (4:47)
- „220” (Pavel Smoliakov Remix) (3:51)
- „220” (DJ Karma Remix) (5:23)
- „220” (Anaeiz’s Remix) (3:10)
- „220” (IBBI Remix) (2:37)
- „220” (P.R.O. Mix)

## Notowania
| YouTube – notowania          |       |        |        |           |        |                 |          |       |          |           |        |        |         |         |          |    |   |
| Państwo                      | Rosja | Polska | Niemcy | Australia | Kanada | Wielka Brytania | Irlandia | Indie | Brazylia | Hiszpania | Meksyk | Włochy | Francja | Japonia | Holandia |    |   |
| ---------------------------- | ----- | ------ | ------ | --------- | ------ | --------------- | -------- | ----- | -------- | --------- | ------ | ------ | ------- | ------- | -------- | -- | - |
| POZYCJA notowanie dzienne    | 1     | 1      | 12     | 3         | 5      | 5               | 4        | 3     | 1        | 28        | 1      | 3      | 10      | 12      | 7        | 5  | 2 |
| POZYCJA notowanie tygodniowe | 1     | 10     | 49     | 7         | 23     | 25              | 34       | 8     | 13       | 83        | 5      | 30     | 21      | 74      | 48       | 72 | 8 |
| POZYCJA notowanie miesięczne | 2     |        |        |           |        |                 |          |       |          |           |        |        |         |         |          |    |   |

| Główne listy                       | Pozycja |
| Polska – Airplay                   | 41      |
| Rosja – Airplay Chart              | 57      |
| Pozostałe listy                    |         |
| Rosja – Moscow Chart               | 113     |
| Rosja – Tophit.ru SMS Chart OnLine | 1       |
| Rosja – Audience Choice            | 13      |
| MTV Polska – Maxxx Hits            | 1       |
| MTV Europe – World Chart Express   | 3       |
| MTV Baltic – World Chart Express   | 3       |